# Chowder (sopa)

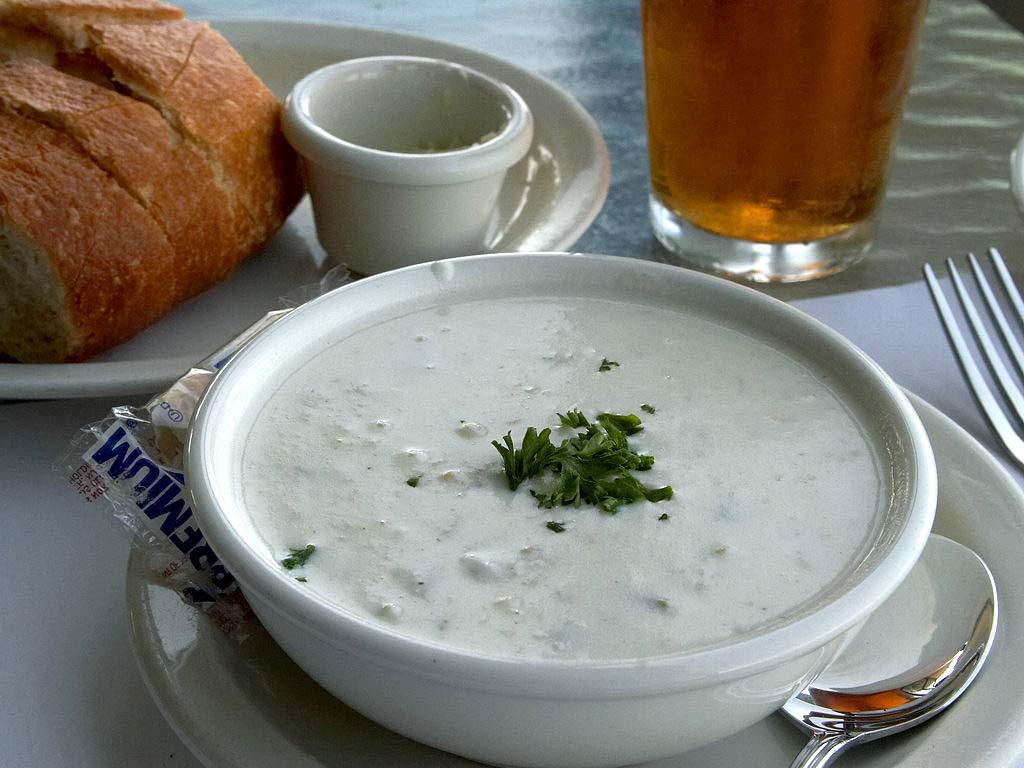
Clam chowder de Nueva Inglaterra

Chowder es cualquier variedad de sopa enriquecida con sal, algo de tocino y cuajada con harina o, más tradicionalmente, con ship biscuits o saltine crackers (especie de galletas de soda) y leche. En Irlanda, es típico el seafood chowder (sopa de marisco y pescado). En la cocina estadounidense, el clam chowder se elabora siguiendo dos estilos o variedades fundamentales: New England style, con crema o leche, y Manhattan style, con tomate y maíz en granos.

## Etimología
La etimología más aceptada para la palabra chowder proviene del nombre del pote en el que es cocinada. La palabra francesa chaudière se traduce como ‘pote’, y chaud como ‘caliente’ (también relacionado con caldaria en el latín tardío). La palabra chowder en Nueva Inglaterra proviene de Terranova, lugar donde los pescadores hacían una sopa con los restos de la captura en una especie de caldeirada, llegando a introducir la palabra (comparada con la bouillabaisse). Otro posible origen para la palabra chowder es el vocablo inglés jowter, que significa ‘traficante de pescado’.
La sopa chowder de pescado, junto con la de maíz y la de almejas (clam chowder) continúa disfrutando de popularidad en Nueva Inglaterra y la parte atlántica de Canadá. La sopa chowder de marisco es un plato popular y tradicional en Irlanda.

## Competiciones de Chowder
En Newport (Rhode Island), se produce la mayor competición de chowder al aire libre de Estados Unidos. Se celebra cada año desde 1981 y se puede decir que es la competición de este tipo de sopa más antigua del mundo. Por regla general, el evento se transmite por la cadena de TV Food Network.